# متروی لوزان
متروی لوزان (انگلیسی: Lausanne Metro) سیستم قطار شهری در شهر لوزان، سوئیس است.
این مترو که در سال ۱۹۹۱ تأسیس شده، دارای ۲ خط، ۲۸ ایستگاه و ۱۳٫۷ کیلومتر طول می‌باشد.

## نقشه

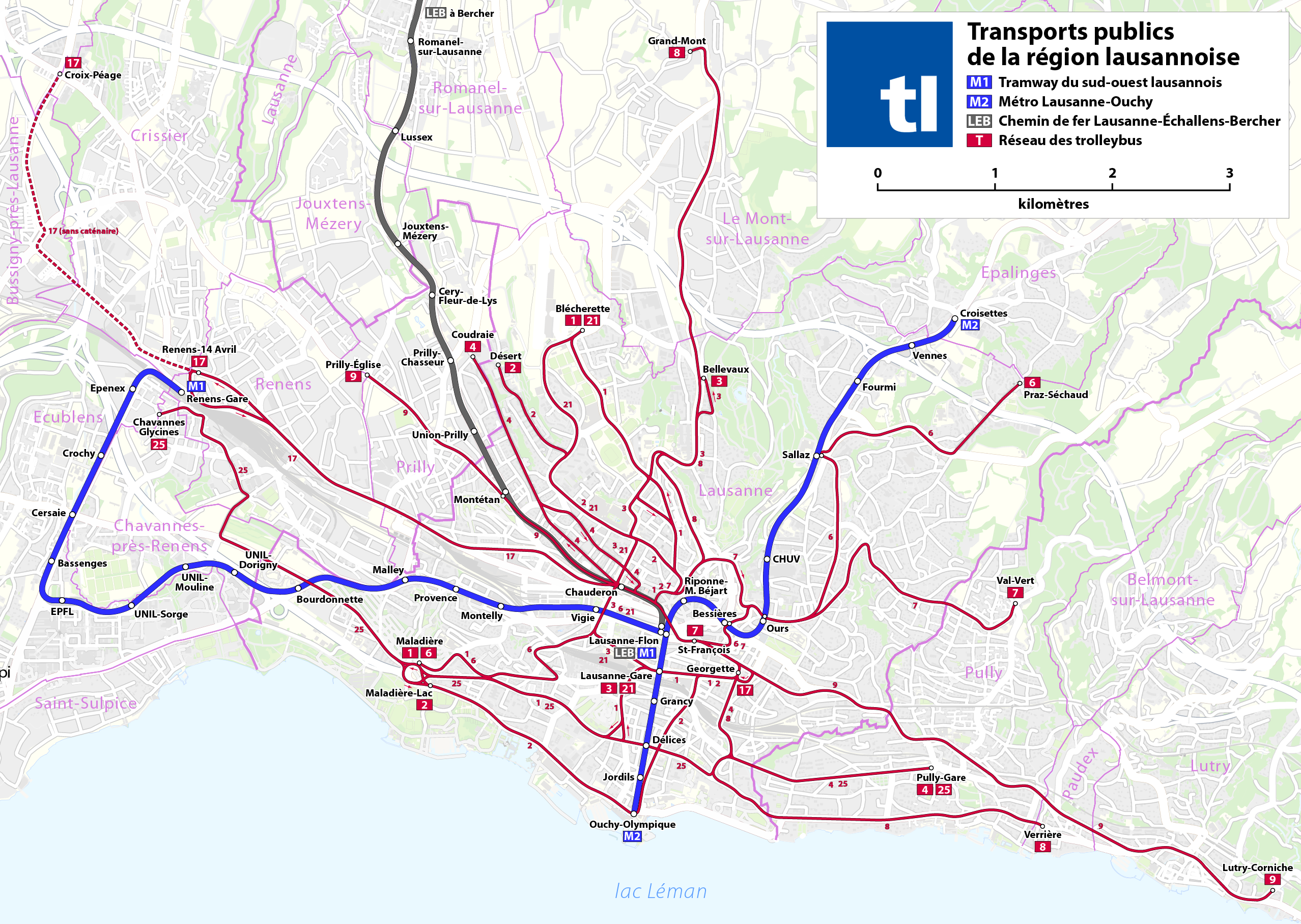
نقشه متروی لوزان

## نگارخانه

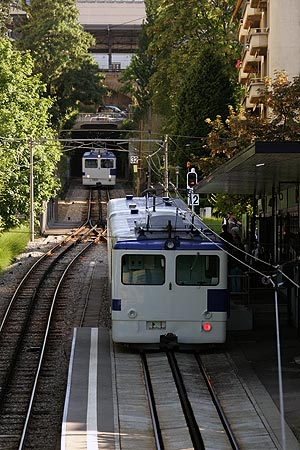
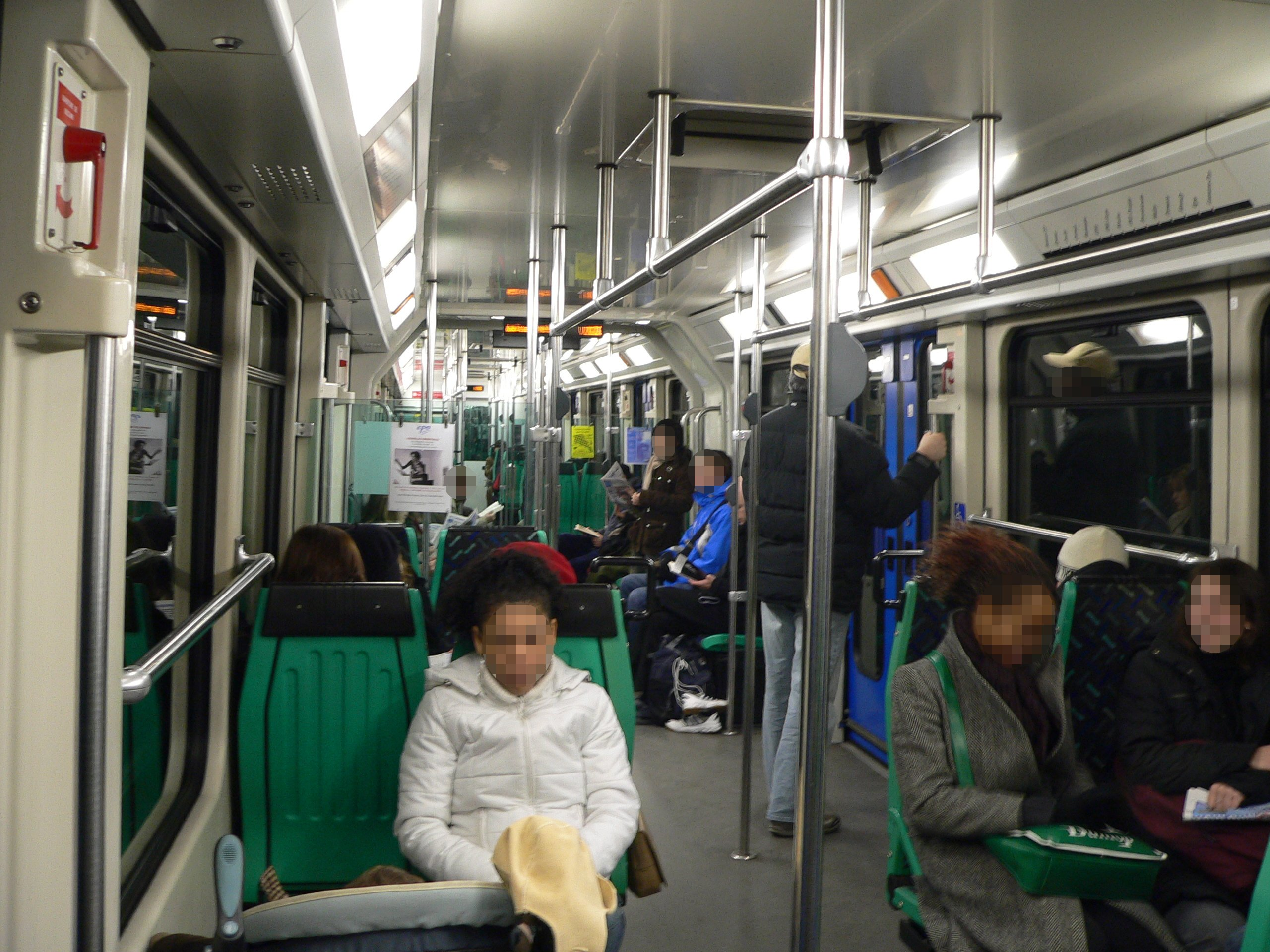
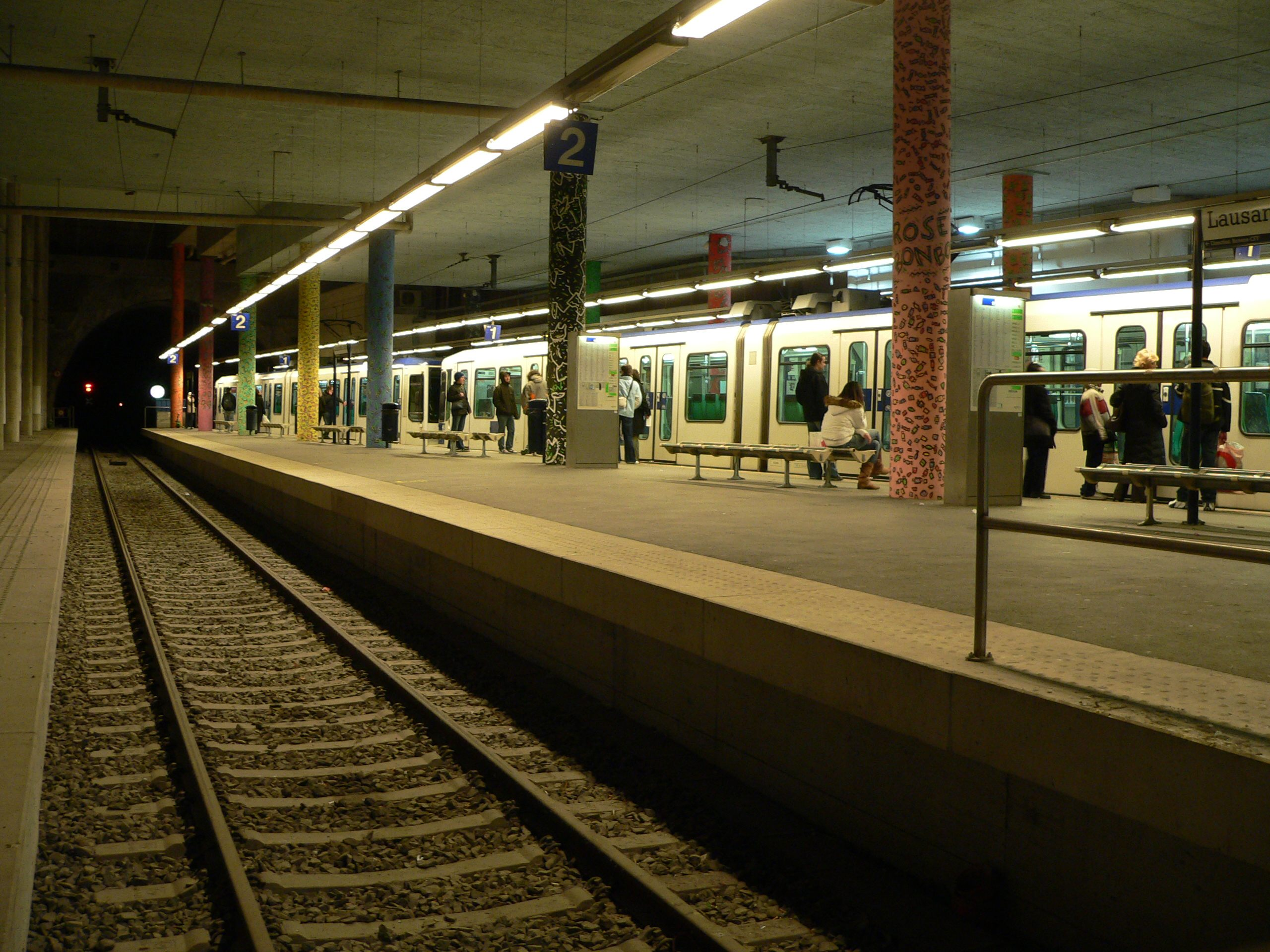
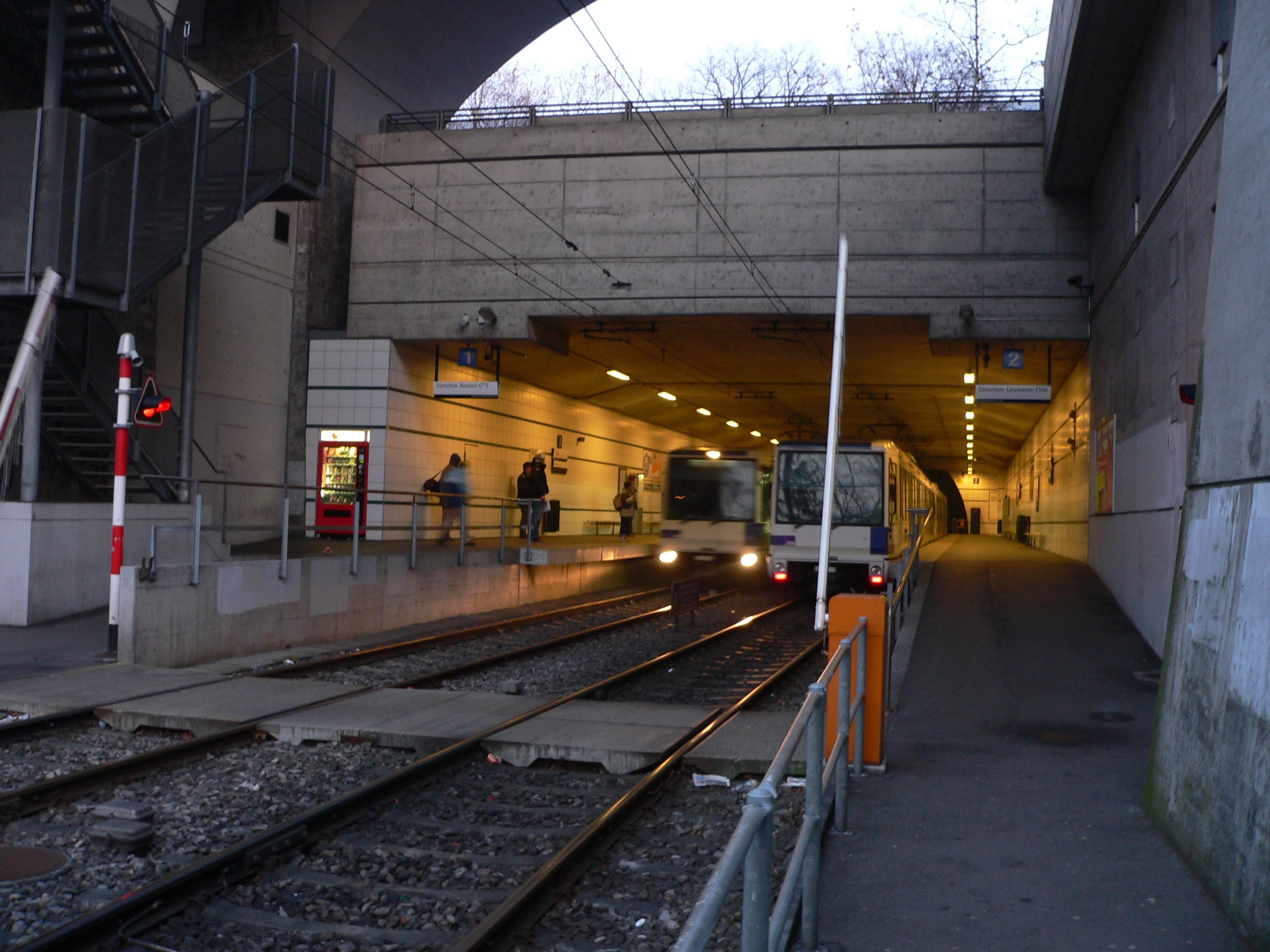
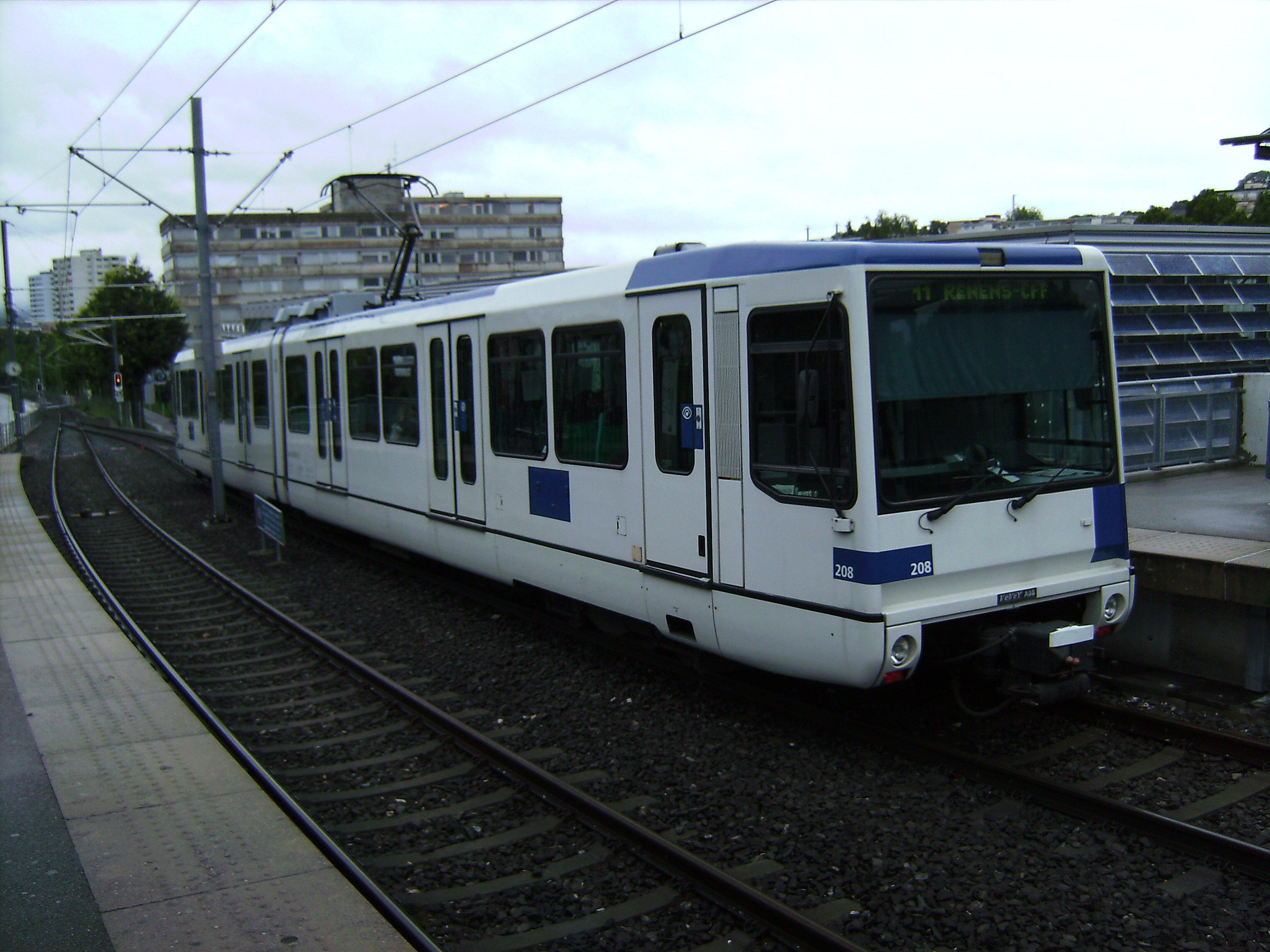
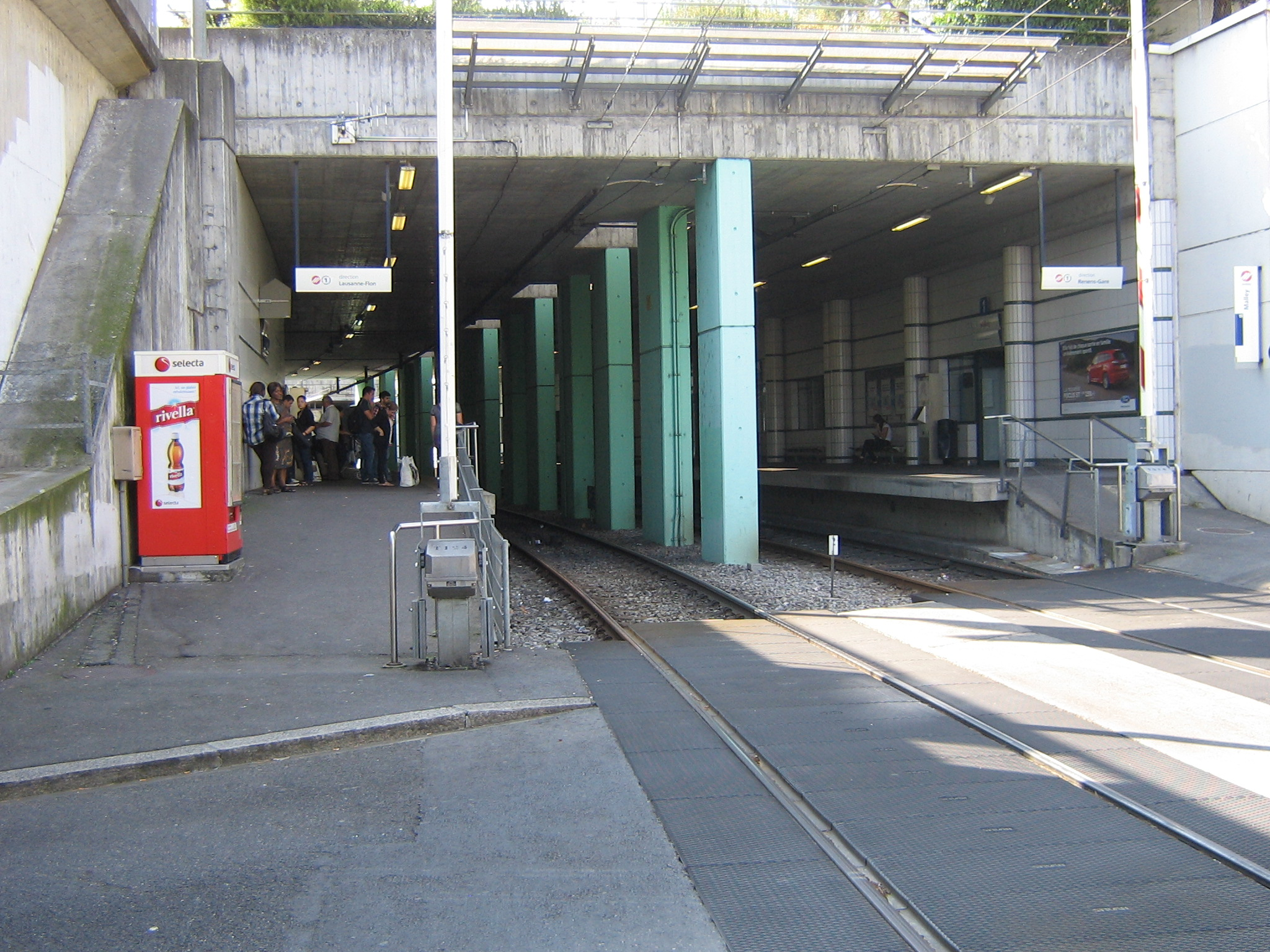
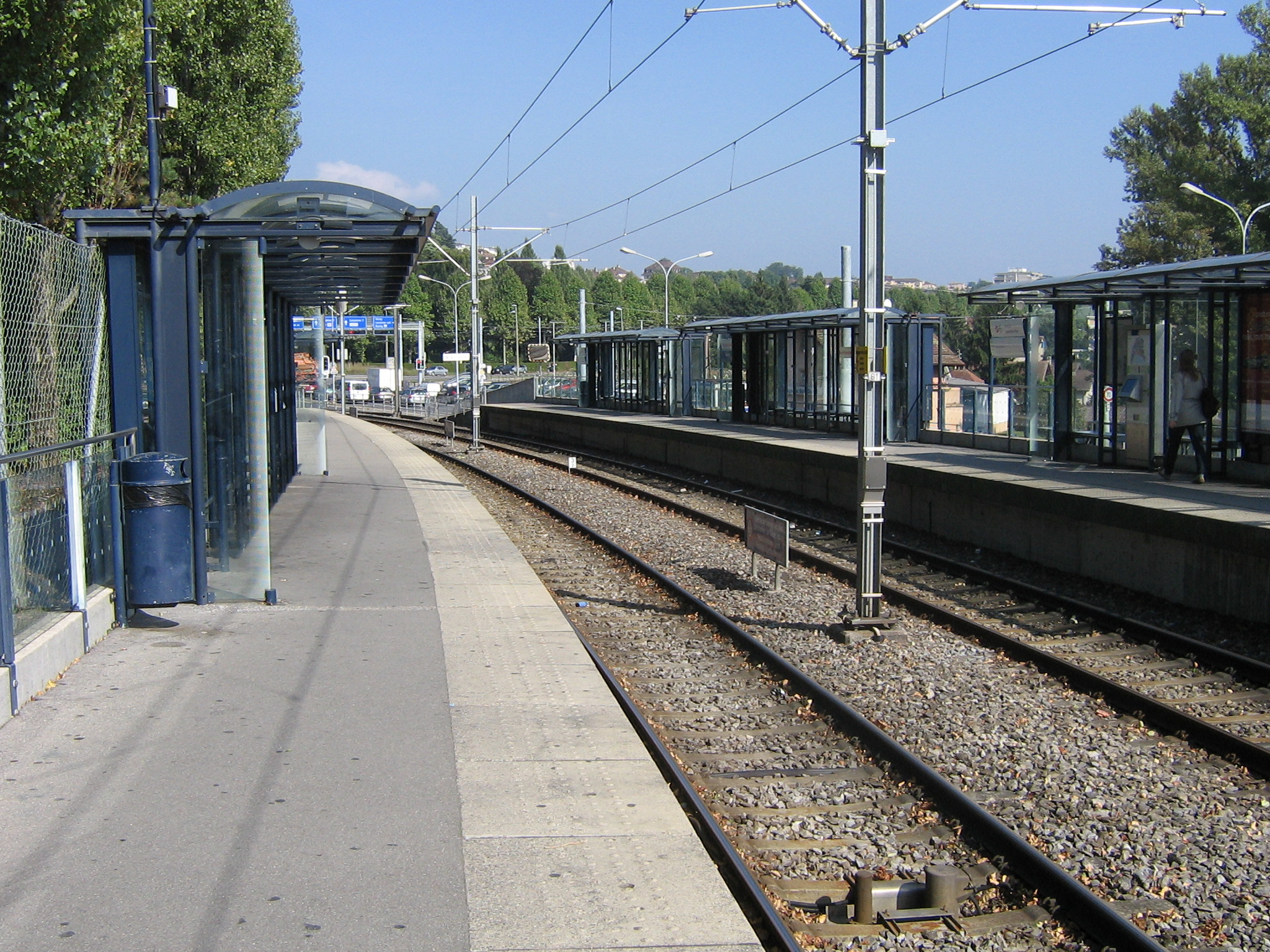
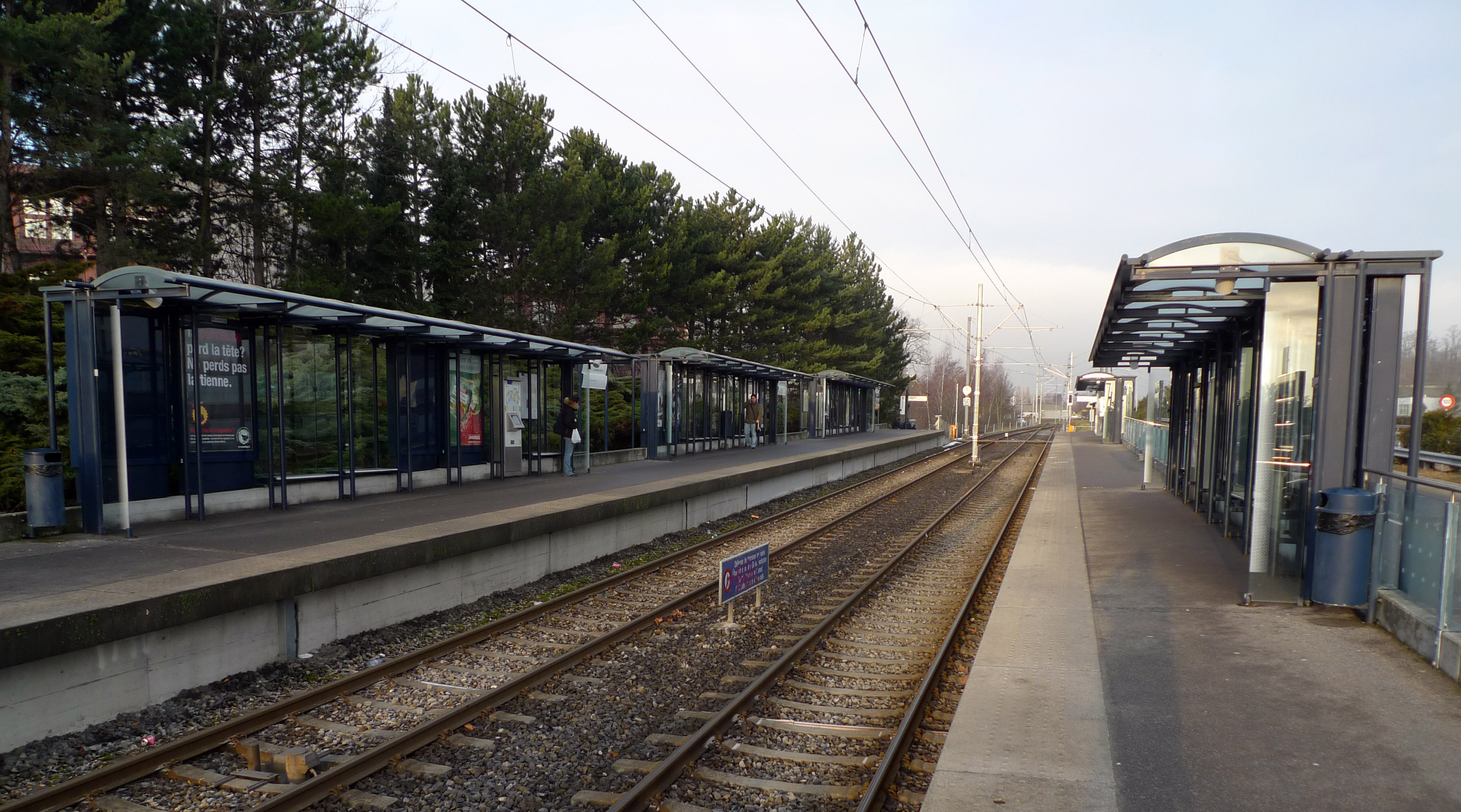
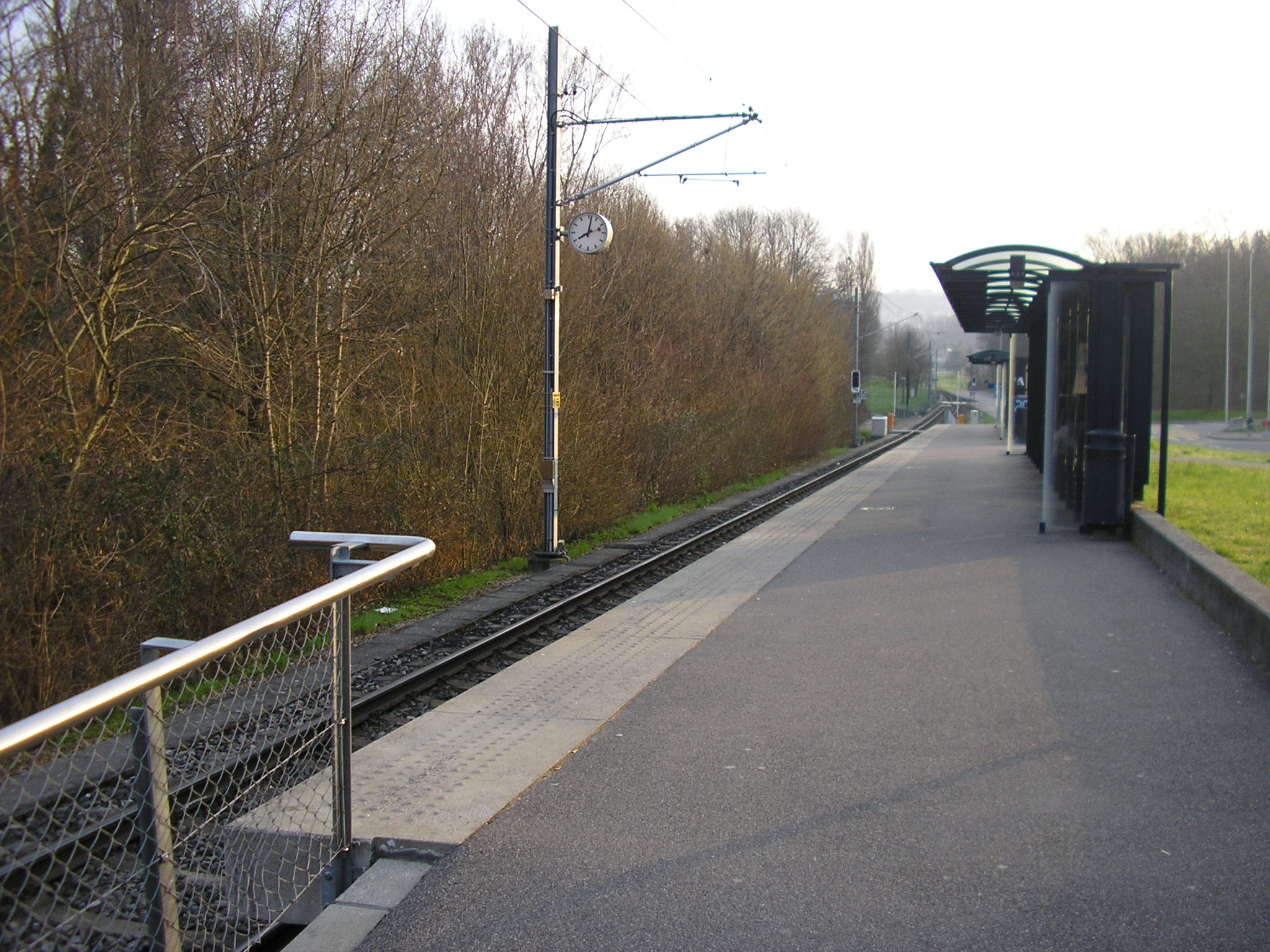

## توضیحات
1. ↑  The Lausanne Metro has two lines. Line M1 is light rail, Line M2 is rapid transit.